# 馬高·蘇拿
馬高·蘇拿（英語：Marko Šuler，1983年3月9日—），是一名斯洛文尼亞足球运动员，司职後衛。

## 國際賽生涯
馬高·蘇拿第一次上陣國際賽是在2008年3月友誼賽對匈牙利。而他在2008年8月20日友誼賽對克羅地亞打進了他第一個國際賽進球。

## 榮譽

### 哥利卡
- 斯洛文尼亞甲組聯賽: 2004-05, 2005-06

## 連結
- Player profile
- Player profile （页面存档备份，存于）
- Career details （页面存档备份，存于）